# Within the Whirlwind
Within the Whirlwind is een Duits-Pools-Belgische dramafilm uit 2009 onder regie van Marleen Gorris.

## Verhaal
Jevgenia Ginzboerg heeft geen moeilijkheden om een carrière van de grond te krijgen tijdens de beginjaren van het Sovjetregime. Onder Stalin wordt ze opgepakt, omdat ze ervan wordt verdacht een aanhanger te zijn van Trotski. Ze belandt in een strafkamp en kan alleen overleven dankzij haar geloof in de poëzie.

## Rolverdeling
| Acteur               | Personage           |
| -------------------- | ------------------- |
| Emily Watson         | Jevgenia Ginzboerg  |
| Pam Ferris           | Moeder van Jevgenia |
| Ian Hart             | Beylin              |
| Ben Miller           | Krasny              |
| Agata Buzek          | Lena                |
| Monica Dolan         | Pitkowskaya         |
| Ulrich Tukur         | Dr. Anton Walter    |
| Benjamin Sadler      | Pavel               |
| Jimmy Yuill          | Siderov             |
| Pearce Quigley       | Yelvov              |
| Zbigniew Zamachowski | Bewaker             |
| Lena Stolze          | Greta               |